# Nikola Stanislavich
Nikola Stanislavich (n. 9 mai 1694, Craiova, Țara Românească – d. 26 aprilie 1750, Timișoara, Monarhia Habsburgică) a fost un călugăr franciscan, episcop al Diecezei de Nicopole, apoi al Diecezei de Cenad.

## Familia
Stanislavich a fost descendentul unei vechi familii din Ciprovăț, stabilită la Belene, familia Pauliganich (Paulichianich) sau Stanislavich. În 11 aprilie 1717 a fost hirotonit preot al ordinului franciscan din provincia bulgară. În 1725 fratele Nikola avea funcția de guardian al mănăstirii franciscanilor din Craiova. La 11 iunie 1725 a fost numit, iar la 24 iunie al aceluiași an, consacrat episcop de Nicopolis ad Istrum, cu reședința la Craiova, oraș care era pe atunci capitala Olteniei Austriece. Aici se găsea o numeroasă populație catolică constituită în special din bulgari paulicieni catolici și germani, care în 1730 număra 5 mii de suflete la o populație de 50 de mii.

## Viața
La vârsta de 15 ani, intră în Ordinul Fraților Minori (franciscani observanți) ai provinciei monastice bulgare, absolvind ciclul filosofic (între 1709–1713) și ciclul teologic (între 1713–1717), fiind menționat, la cea dată, în documentele vremii ca fiu [in] „nostra Provincia Alumno”. În 1717, la finalul studiilor teologice, a fost hirotonit preot pentru deja amintita provincie. Perioada 1717–1725, atunci când își desfășoară activitatea misionară numai în Vicariatul Apostolic al Valahiei, coincide cu începutul administrației austriece asupra Olteniei.
După pacea de la Passarowitz, în 1739, odată cu retragerea austriecilor din Oltenia, majoritatea paulicienilor bulgari se retrag împreună cu aceștia, stabilindu-se în câteva localități din Banat și numindu-se în continuare bulgari bănățeni. 
În 1739 Nikola Stanislavich a fost numit episcop catolic de Cenad, funcție deținută până la moartea sa în 1750.